# Pammakaristoskerk

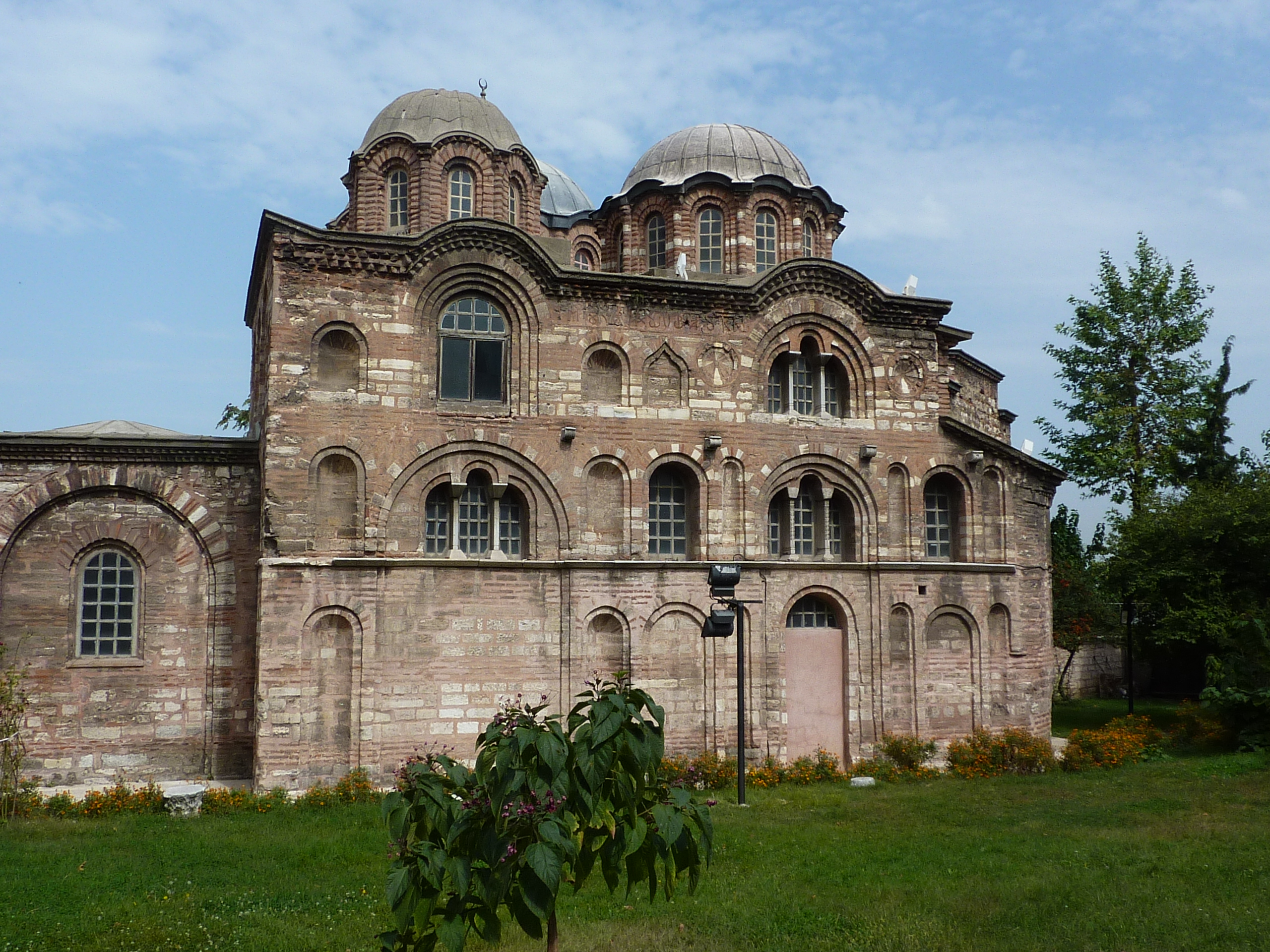
Pammakaristoskerk

De Pammakaristoskerk, ook bekend als de Kerk van Theotokos Pammakaristos (Grieks: Θεοτόκος ἡ Παμμακάριστος, "Algezegende Moeder van God") is een voormalige Byzantijnse kerk uit de 12e eeuw in Istanboel, Turkije. In 1591 werd het gebouw ingewijd als moskee en het heet sindsdien de Fethiye-moskee (Turks: Fethiye Camii) wat "Moskee van de verovering" betekent. Tegenwoordig is het een museum.
Het is een van de bekendste Byzantijnse kerken van Istanboel. De kerk is voornamelijk bekend vanwege haar mozaïeken.